# Gajzágó László
Gajzágó László (Karcag, 1883. augusztus 1. – Budapest, 1953. szeptember 26.) magyar jogtudós, diplomata, egyetemi tanár, a Magyar Tudományos Akadémia levelező tagja (1942–1949).

## Családja, iskolái
Az erdélyi örmény (Gághszákó; gágh-szákó; kágh-isahak 'կաղ Իսահակ')  család leszármazottja.  
Szülei dr. Gajzágó Béla és Geréby Ilona (1863–1925) voltak. Jogi tanulmányait Debrecenben, Budapesten és Kolozsváron, illetve Párizsban, Rómában, Bécsben és Berlinben végezte el. 1912-ben a kolozsvári Ferenc József Tudományegyetemen jog- és államtudományi doktori oklevelet szerzett. 

## Életpályája
1912–1918 között Isztambulban az osztrák-magyar konzuli főtörvényszék elnöki titkára, 1914–1918 között helyettes főbíró is volt. 1918-ban részt vett az Osztrák-Magyar Monarchia Császári és Királyi Ház és a Külügyek Minisztériumának felszámolásában. 1919-ben a külügyminisztérium szolgálatába állt. 1919–1920 között miniszteri tanácsosként és politikai referensként a magyar tárcaközi fegyverszüneti bizottság és a magyar tárcaközi jóvátételi bizottság tagja volt. 1923-tól kezdődően a Nemzetek Szövetsége Tanácsában többször volt magyar delegált. 1924-től a magyar kormányt képviselte a nemzetközi bíróságok előtt. 1927-ben rendkívüli követ és meghatalmazott miniszter volt. 1932–1936 között a magyar ügyekben a hágai Állandó Nemzetközi Bíróság előtt több alkalommal kormánymegbízott volt. 1936–1949 között a budapesti egyetemen a nemzetközi jog tanára volt. 1938–1945 között a Tudományos Társulatok és Intézmények Országos Szövetsége elnöki tisztje is volt. 1942–1949 között a Magyar Tudományos Akadémia levelező tagja volt. 1949-ben politikai okokból kényszernyugdíjazták. 1949. október 31-én politikai okokból tanácskozási jogú taggá minősítették vissza. Akadémiai tagságát 1989. május 9-én állították helyre.
Tagja volt az Institut de Droit Internationalnak. Művei a jog osztályok feletti voltát hirdető természetjogi iskolai hatását tükrözik.
A Farkasréti temetőben temették el, síremlékét felszámolták.

## Művei
- Az állam felelőssége közhivatalnokai jogellenes cselekményei által harmadik személynek okozott károkért (Debrecen, 1912)
- A korlátolt felelősségre alakult társaság (Debrecen, 1912)
- Grosschmid Béni (Serlegbeszéd; Szladits Emlékkönyv, Budapest, 1938)
- A háború és béke joga. Közigazgatásunk nemzetközi kapcsolatai (Budapest, 1941–1942)
- A nemzetközi jog eredete, annak római és keresztény összefüggései, különös tekintettel a spanyol nemzetközi jogi iskolára (Budapest, 1942)
- A nemzetközi jog mivoltáról. A nemzetközi jog leglényegesebb elemei s vonatkozásai és ezeknek mai helyzete. Akadémiai székfoglaló is (Budapest, 1943)
- Serlegbeszéd gr. Apponyi Albertről 1944. febr. 11-én a Gróf Apponyi Albert Társaságban (Budapest, 1944)